# Heterachthes picturatus
Heterachthes picturatus är en skalbaggsart som beskrevs av Martins 1970. Heterachthes picturatus ingår i släktet Heterachthes och familjen långhorningar.
Artens utbredningsområde är:
- Guatemala.
- Honduras.

Inga underarter finns listade i Catalogue of Life.